# 中電前停留場
中電前停留場（日语：／ Chuden-mae teiryūjō */?），又稱中電前電車站，是位於廣島縣廣島市中區小町，廣島電鐵宇品線的電車站。車站編號為U3。電車站名稱取自鄰近此電車站的中國電力總部。
從廣島港方向出發電車中，當廣播此站為「和平紀念公園入口」。

## 歷史
在1912年（大正元年），宇品線紙屋町至御幸橋之間開通，此電車站啟用。啟用當時的電車站名稱為西塔橋停留場（日语：／）。當時電車站名稱取自電車站鄰近西塔川（西堂川）和西塔橋（西堂橋）。在電車站啟用當時位於白神社南邊，於平和大通路口附近。後來在1919年（大正8年），電車站改名為白神前停留場（日语：／）。
1945年（昭和20年）8月6日，廣島市被投下原子彈，使宇品線不線不能通行。包括此電車站在內，宇品線紙屋町至電鐵前之間於同年9月重開。在當年以後改名為白神社前停留場（日语：／）。在戰後，電車站向南遷移，電車站位於平和大通南邊，在1971年（昭和46年）再向南遷移60米至現時位置。同時扁改名為中電前停留場。
- 1912年（大正元年）11月23日 - 宇品線紙屋町至御幸橋之間開通，此電車站啟用。當時電車站名為西塔橋停留場[2]。電車站位於現時平和大通路口（白神社前路口）[4]。
- 1919年（大正8年）起 - 電車站改名為白神前停留場[2]。
- 1945年（昭和20年）
  - 8月6日 - 廣島市被投下原子彈，使宇品線全線不能通行[2]。
  - 9月12日 - 電鐵前至紙屋町之間以單線鐵路重開[2]。
- 1945年以後（日期不明） - 電車站改名為白神社前停留場[2][3]。
- 1971年（昭和46年）3月22日 - 電車站遷移至現地，並改名為中電前停留場[2]。

在電車站名稱由「西塔橋」改名為「白神前」的日期為1917年（大正6年），但是《広島電鉄開業100年・創業70年史》指出截至1918年（大正7年），電車站名稱還是「西塔橋」。

## 電車站構造
電車站是建造在共用行車道上。電車站設有2面2線的相對式低地台月台，路線向南北兩邊延伸。電車線東邊是廣島港方向的下行月台，西邊是紙屋町和本線方向的上行月台。此電車站通常沒有車站職員當值，在舉行花節時會有車站職員於此站負責收取車費和車票。
整座月台上設有上蓋。在1977年（昭和52年）起，月台上設置了電車接近顯示器。

### 運行系統
此電車站是宇品線電車站之一。0、1、3、7系統會駛入此站。
| 下行月台 | 1號線 · 3號線 | 前往廣島港     |
| 下行月台 | 3號線         | 前往宇品二丁目 |
| 下行月台 | 0號線 · 7號線 | 前往廣電本社前 |
| 下行月台 | 0號線         | 前往日赤醫院前 |
| 上行月台 | 1號線         | 前往廣島站     |
| 上行月台 | 3號線         | 前往廣電西廣島 |
| 上行月台 | 7號線         | 前往橫川站     |

## 車站周邊
中國電力總部位於電車站東邊。
- 中電前巴士站（廣電巴士（日语：広電バス）、廣島巴士（日语：広島バス）、中國JR巴士、藝陽巴士（日语：芸陽バス））
- 吳竹莊酒店　廣島大手町

## 相鄰電車站
廣島電鐵
■宇品線
袋町（U2）－中電前（U3）－市役所前（U4）

## 注腳
1. 1 2 3 4 5  川島令三. . 【図説】 日本の鉄道. 第7巻 広島エリア. 講談社. 2012: 10・79頁. ISBN 978-4-06-295157-9 （日语）.
2. 1 2 3 4 5 6 7 8 9  《広電が走る街 今昔》150-157頁
3. 1 2 3 4  今尾惠介（監修）. . 11 中国四国. 新潮社. 2009: 37. ISBN 978-4-10-790029-6.
4. 1 2 3 4  《広電が走る街 今昔》71-72頁
5. ↑  《広島電鉄開業100年・創立70年史》49頁
6. 1 2  川島令三.  中国篇 2. 草思社. 2009: 103・109頁. ISBN 978-4-7942-1711-0 （日语）.
7. ↑  《広島電鉄開業100年・創立70年史》438頁

## 外部連結
- 中電前 | 電車情報：電停指南 （页面存档备份，存于）（日語） - 廣島電鐵